# Ekudden, Helsingfors
Ekudden eller Villa Ekudden (finska: Tamminiemi) är en villa i Helsingfors stad i stadsdelen Mejlans. Byggnaden byggdes 1904 av arkitektbyrån Sigurd Frosterus och Gustaf Strengell för grosshandlare Nissen. Efter diverse ägarbyten innehades villan av Amos Anderson, som 1940 skänkte den till finska staten som presidentresidens.
Ekudden fungerade som tjänstebostad för presidenterna Risto Ryti, Gustaf Mannerheim samt Urho Kekkonen (Juho Kusti Paasikivi föredrog slottet i Helsingfors centrum). När den svårt sjuke presidenten Urho Kekkonen var tvungen att avgå av hälsoskäl beslutade man att han fortsättningsvis skulle få bo i villan, som ett servicehus. Efter Kekkonens död gjordes Villa Ekudden om till museum och kom att ersättas av Talludden som tjänstebostad för republikens president.
Museet öppnade 1987 och visar hur villan såg ut under Kekkonens boende där på 1970-talet.